# فرودگاه ماسیندی
فرودگاه ماسیندی (به انگلیسی: Masindi Airport) یک فرودگاه همگانی با کد یاتا KCU است که یک باند فرود سنگفرش دارد و طول باند آن ۲۰۴۲ متر است. این فرودگاه در شهر Masindi، کشور اوگاندا قرار دارد و در ارتفاع ۱۱۷۳ متری از سطح دریا واقع شده‌است.